# Международная выставка каллиграфии
Международная выставка каллиграфии — проект, организованный Современным музеем каллиграфии, при поддержке Национального Союза Каллиграфов и Конгрессно-выставочного центра «Сокольники». Проект заключается в популяризации искусства каллиграфии путём проведения художественных выставок и фестивалей. Его заявленной целью является «сохранение для будущего поколения редкого искусства каллиграфии».

## О проекте
Каллиграфия — это искусство писать четким и красивым почерком.
Проект стартовал в начале 2008 года под личным руководством Президента ЭкоЦентра и Конгрессно-выставочного центра «Сокольники» Алексея Шабурова. Уже за первые месяцы работы к начинанию присоединились многие известные в профессиональных кругах каллиграфы и дизайнеры. Так, сразу в проекте согласились участвовать Пётр Чобитько, Евгений Добровинский, профессор Леонид Проненко, Павел Семченко, стоявший у истоков советской каллиграфии Илья Богдеско, Николай Таранов.

## Участники проекта

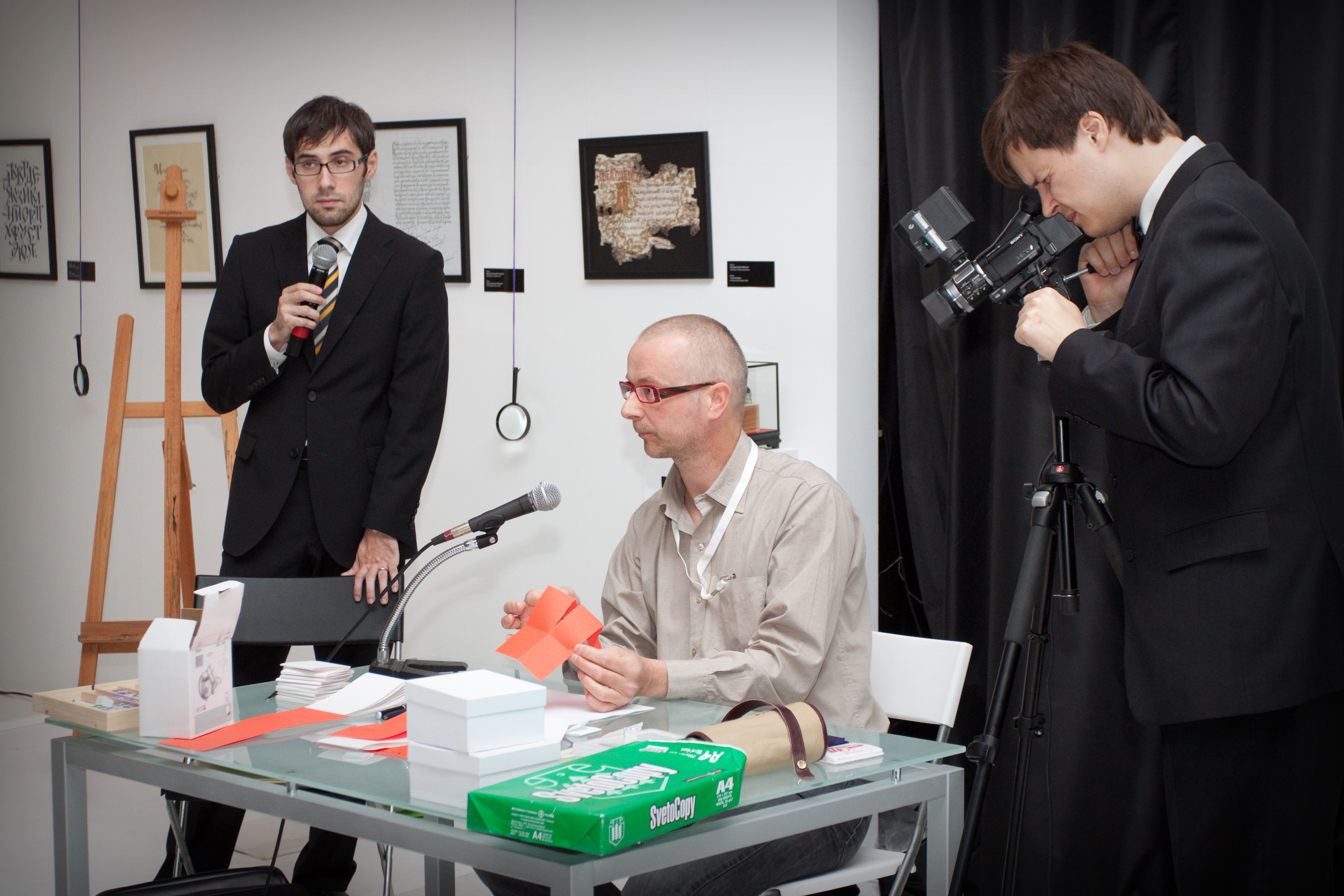
Влам Бас(Bas Vlam), Норвегия

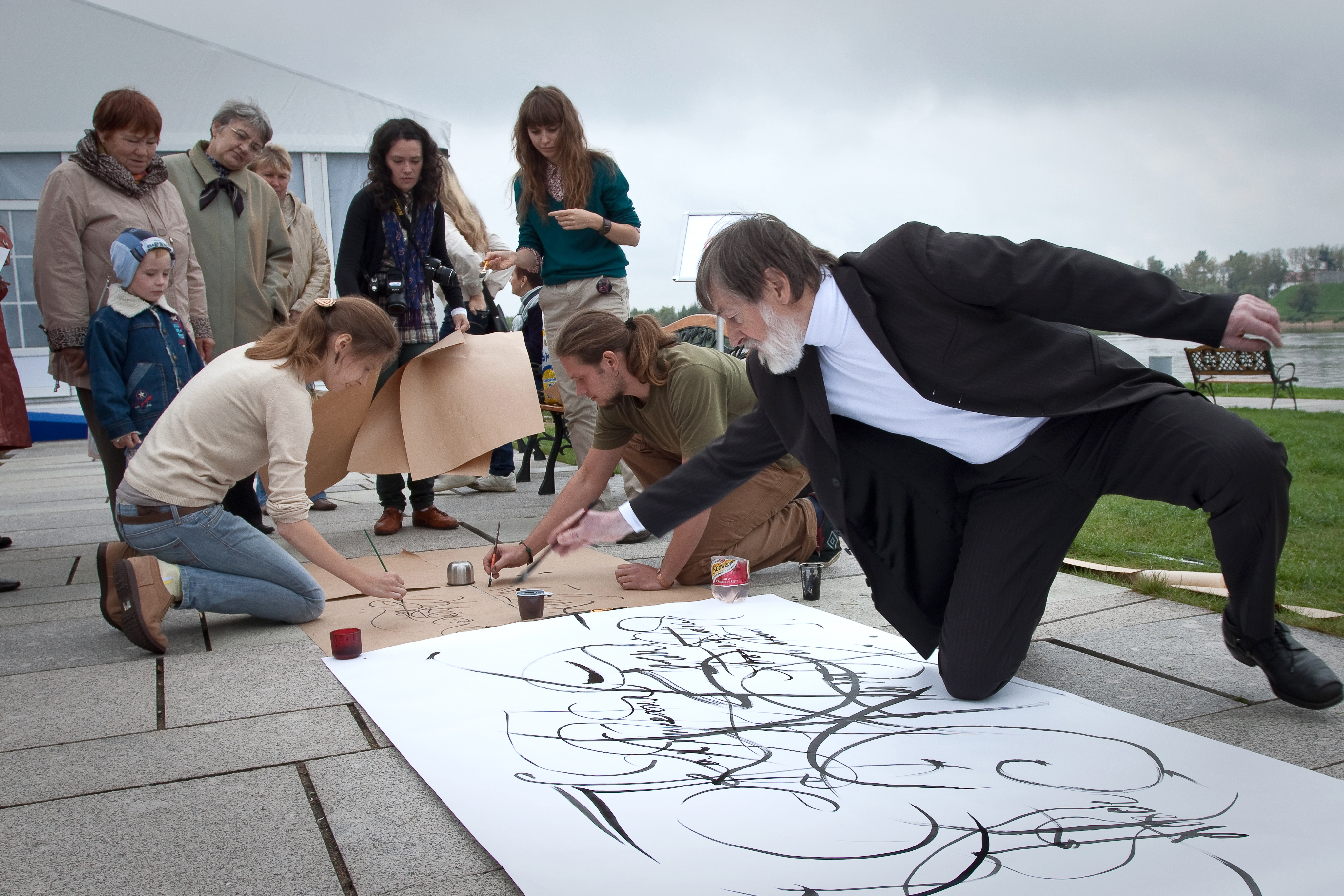
Пётр Чобитько, Россия

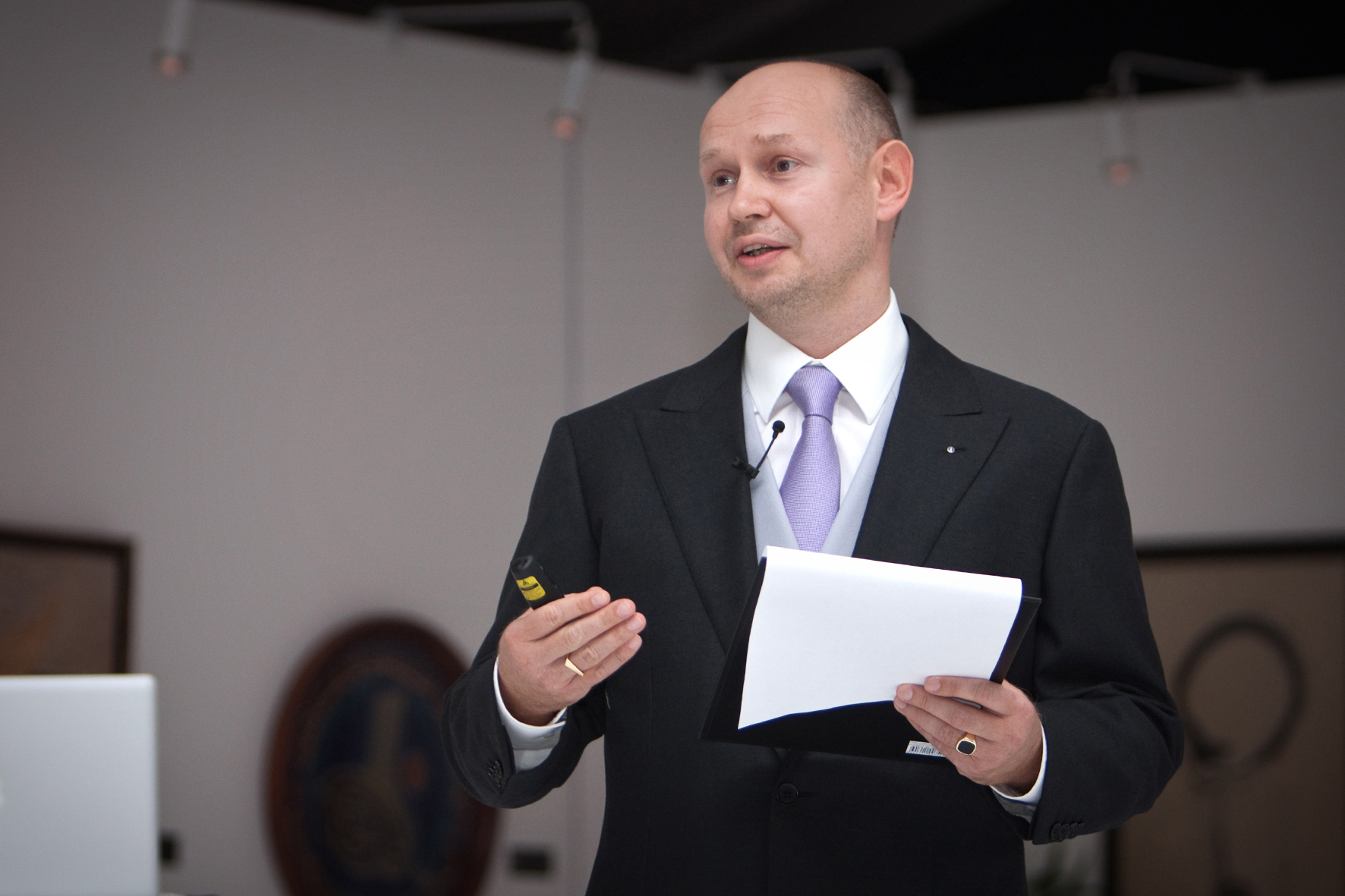
Алексей Шабуров, директор проекта

За время существования проекта в выставках были представлены работы каллиграфов из следующих стран:

Австралия, Аргентина, Армения, Белоруссия, Бельгия, Болгария, Бразилия, Великобритания, Венгрия, Германия, Гонконг, Греция, Грузия, Израиль, Индия, Иордания, Иран, Исландия, Испания, Италия, Канада, Катар, Китай, Корея, Малайзия, Монголия, Марокко, Нидерланды, Норвегия, Пакистан, Палестина, Перу, Польша, Россия, Сербия, Сирия, Словения, США, Тайвань, Тунис, Турция, Узбекистан, Украина, Финляндия, Франция, Черногория, Чехия, Эфиопия, ЮАР, Япония.

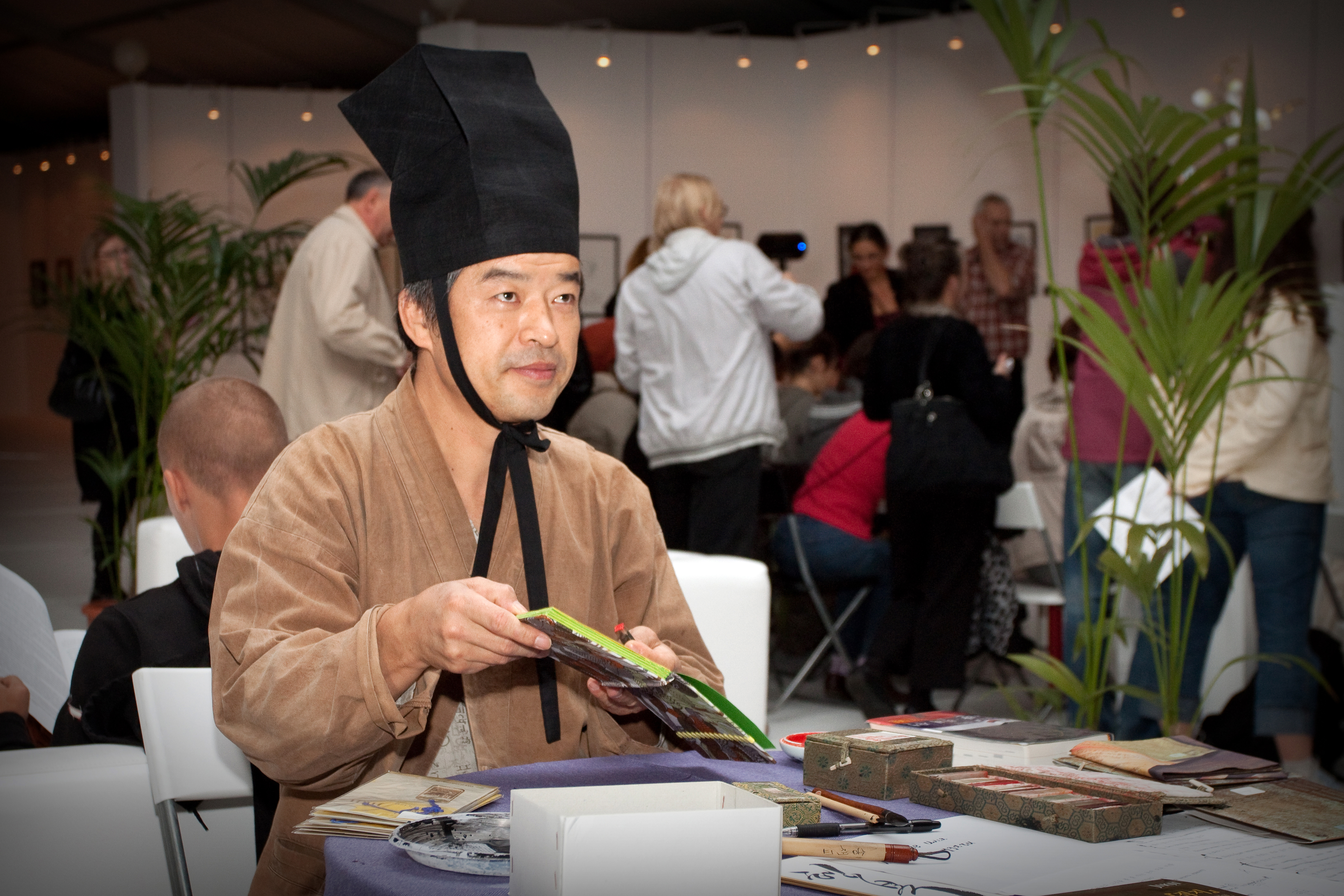
Ким Чон Чхиль(Kim Jong Chhil), Корея

## Мероприятия

### Выставки
- I Международная выставка каллиграфии

Местом проведения первой международной выставки каллиграфии стал Санкт-Петербургский государственный институт живописи, скульптуры и архитектуры имени И. Е. Репина. Выставка проходила с 16 по 21 сентября. Уже в первый день работы, не дожидаясь официального открытия, выставку посетили более 500 человек. В зале было представлено 480 работ художников из 26 стран мира. При этом общий фонд выставки составлял порядка 700 работ.
На протяжении 5 дней выставки было проведено более 20 лекций и мастер-классов, как российских, так и иностранных мастеров. Всего же на выставку приехали 40 известных отечественных и зарубежных каллиграфов.
Интересные детали
Книга отзывов на выставке была оформлена в виде толстой книги, куда отзывы записывались чернилами, с использованием птичьих перьев.
В последний день работы выставки всем посетительницам вручались белые розы.
Среди гостей выставки были взвод курсантов и только что поженившаяся пара.

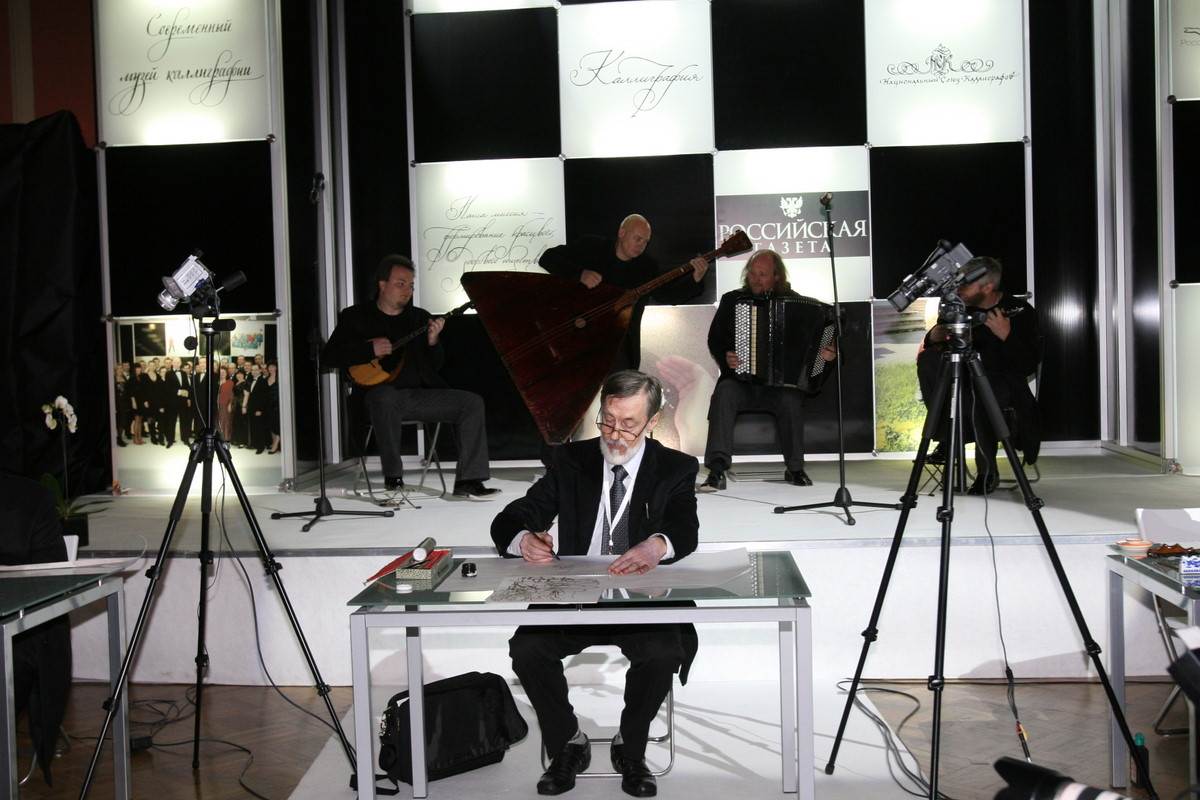
Петр Чобитько, церемония официального открытия I Международной выставки каллиграфии
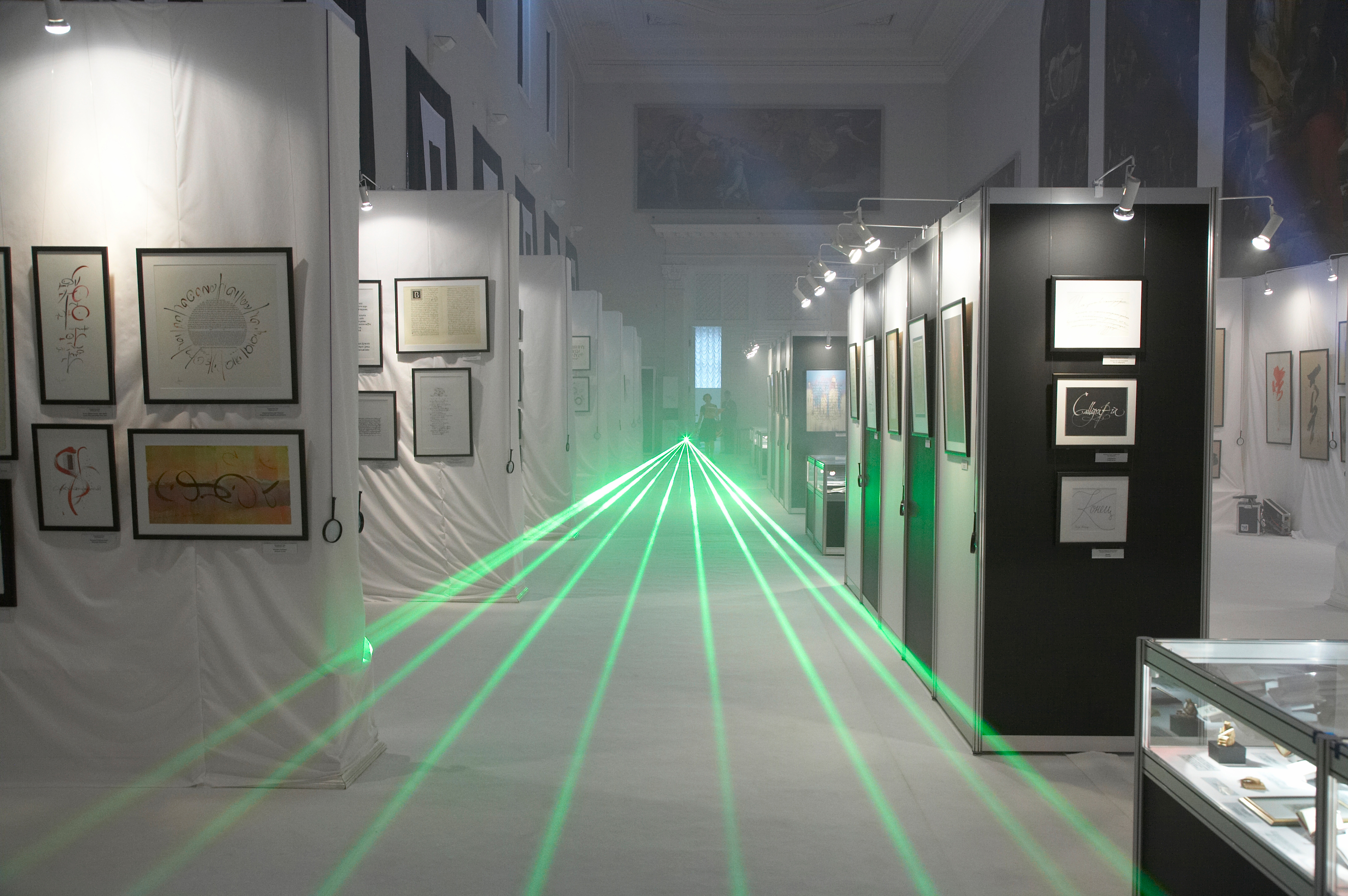
Экспозиция в институте им. Репина
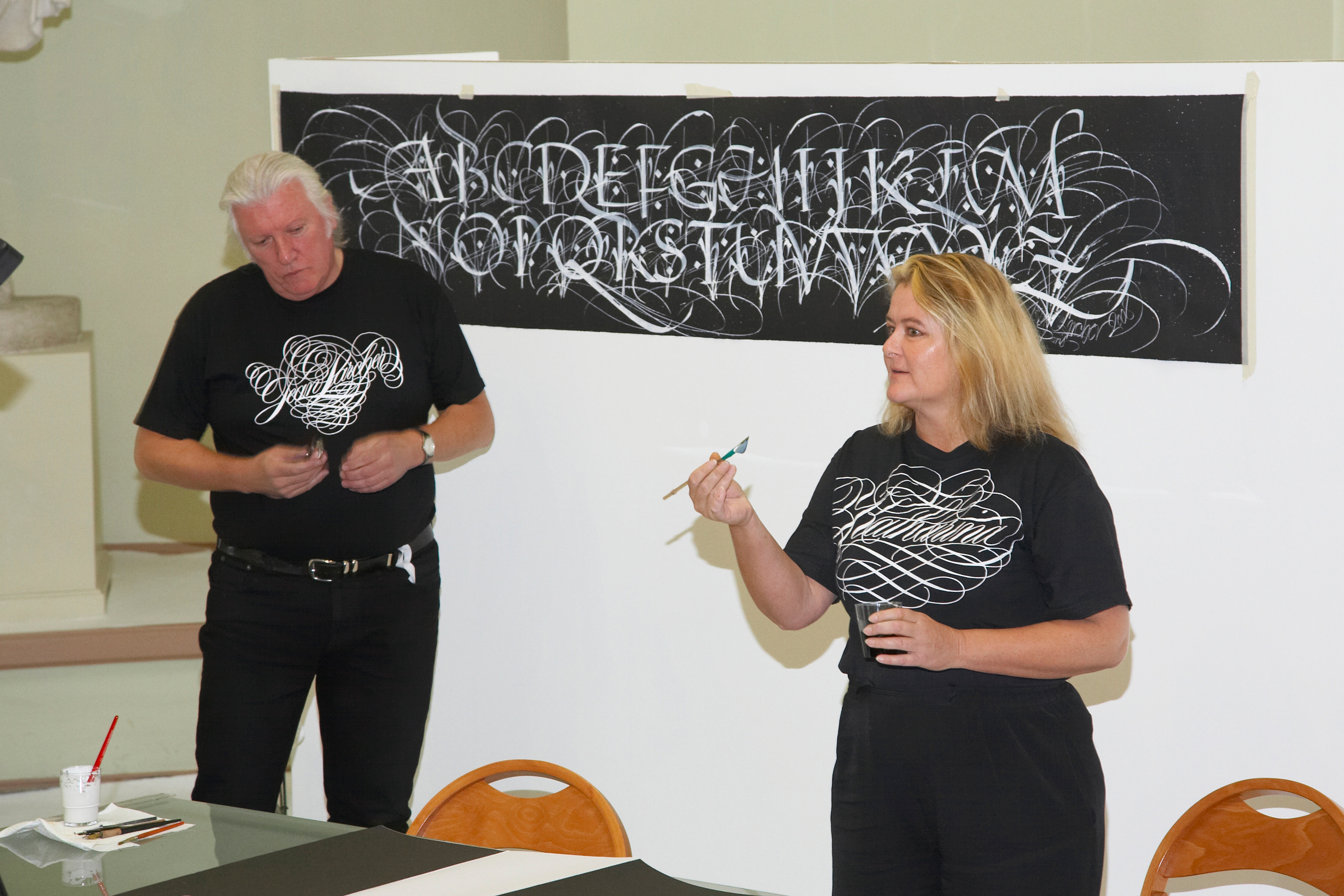
Мастер-класс Жана Ларше и Катарины Пипер

- Выставка «Тайны мировой каллиграфии»

С  9 по 14 декабря 2008 года в Современном музее каллиграфии прошла выставка “Тайны мировой каллиграфии”, приуроченная ко дню Конституции РФ. Причиной тому стало появление в фондах музея рукописной конституции — первого подобного издания в постсоветской России. Это рукописный текст формата A2, был создан Петром Чобитько, возглавляющим президиум Национального союза каллиграфов, за пять месяцев. Работу он выполнял собственноручно (кроме разлиновки листов).
Выставку лично посетили многие участники проекта — Евгений Добровинский, Пётр Чобитько, Юрий Ковердяев, Назип Исмагилов, Андреа и Фолькер Томас Вундерлих, Авраам-Эрш Борщевский, Манохар Десаи, Бруно Нивер, Чень Вэньфу
В рамках выставки прошли мастер-классы и лекции, проводились экскурсии.

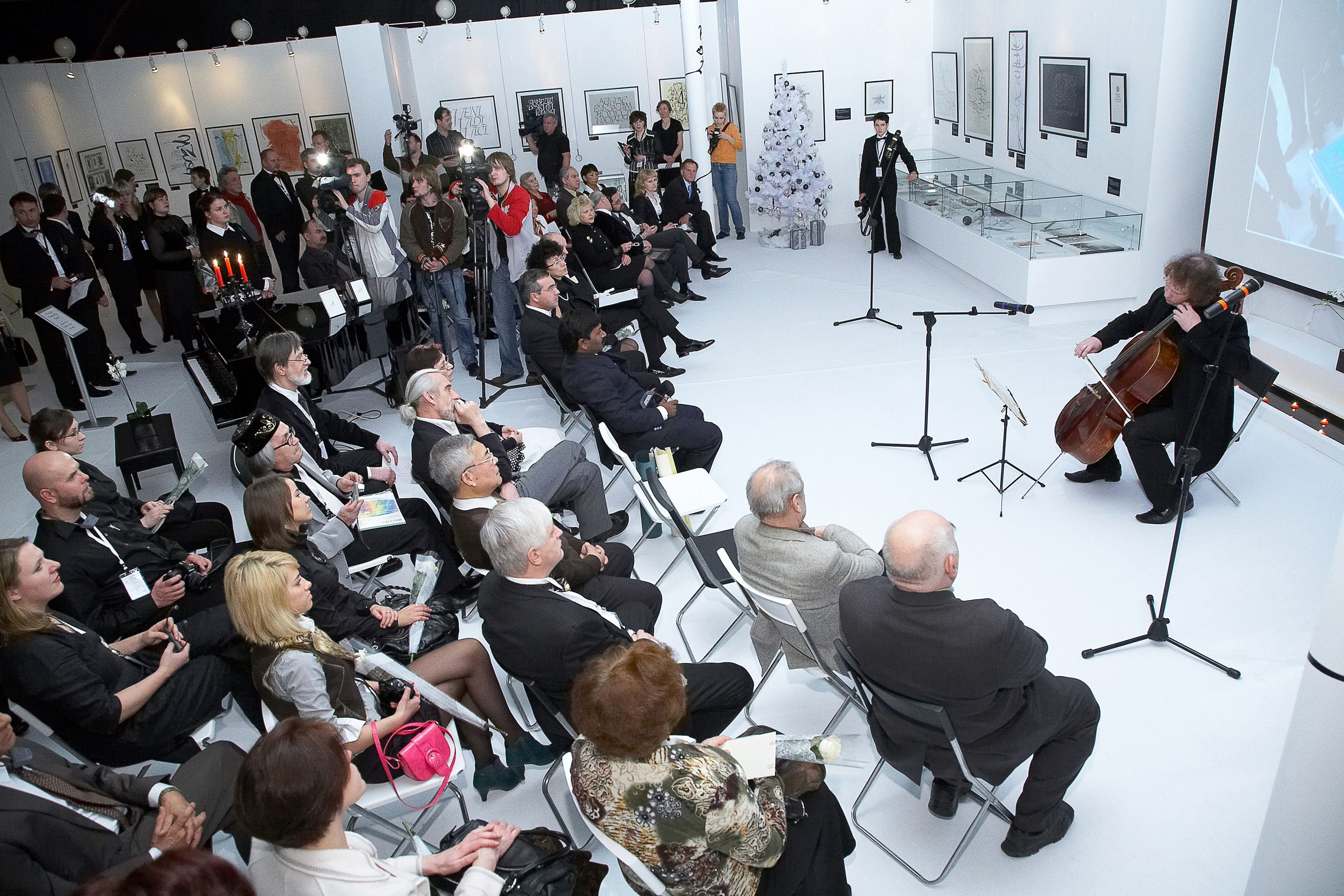
Церемония открытия выставки Тайны мировой каллиграфии
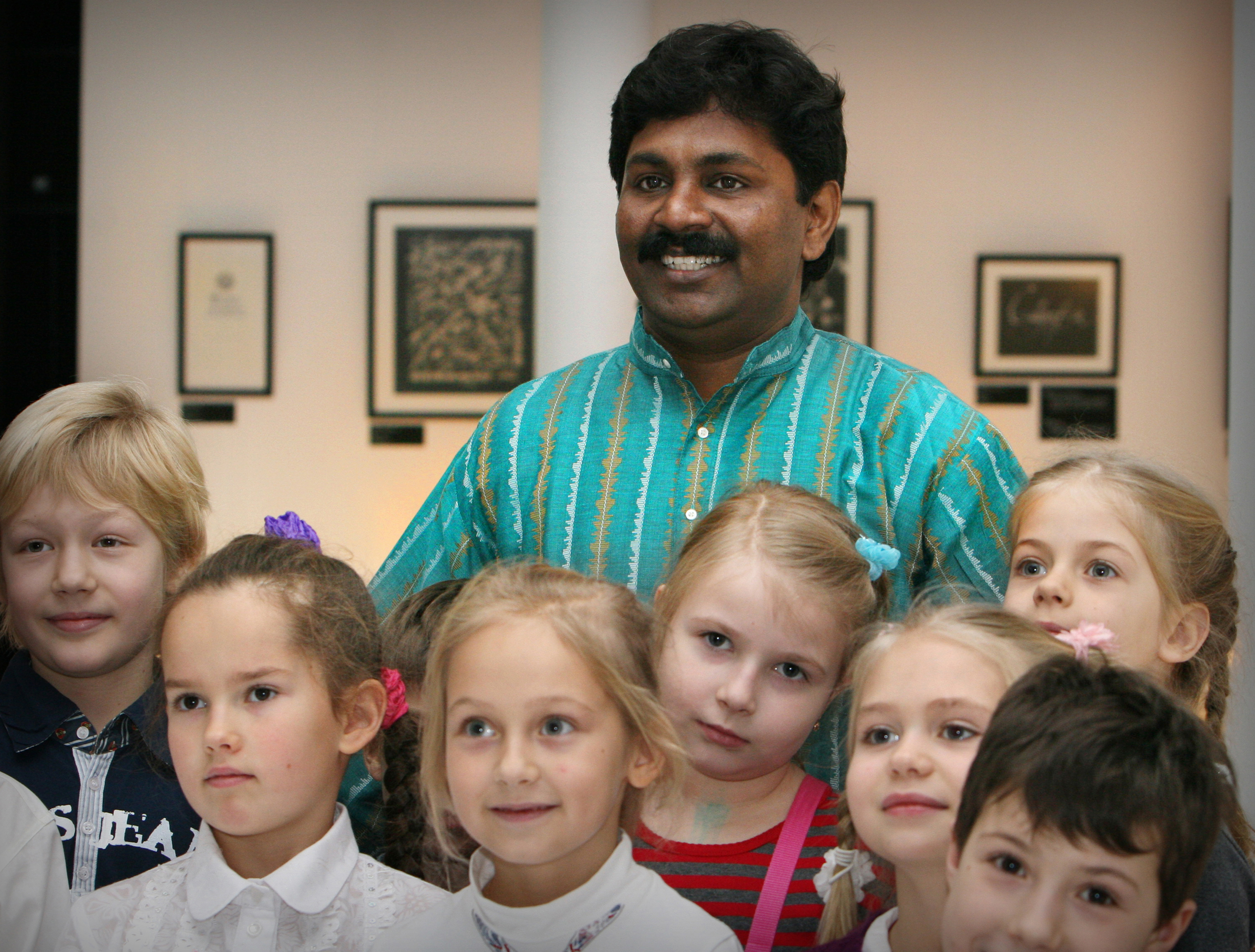
Индийский каллиграф Манохар Десаи
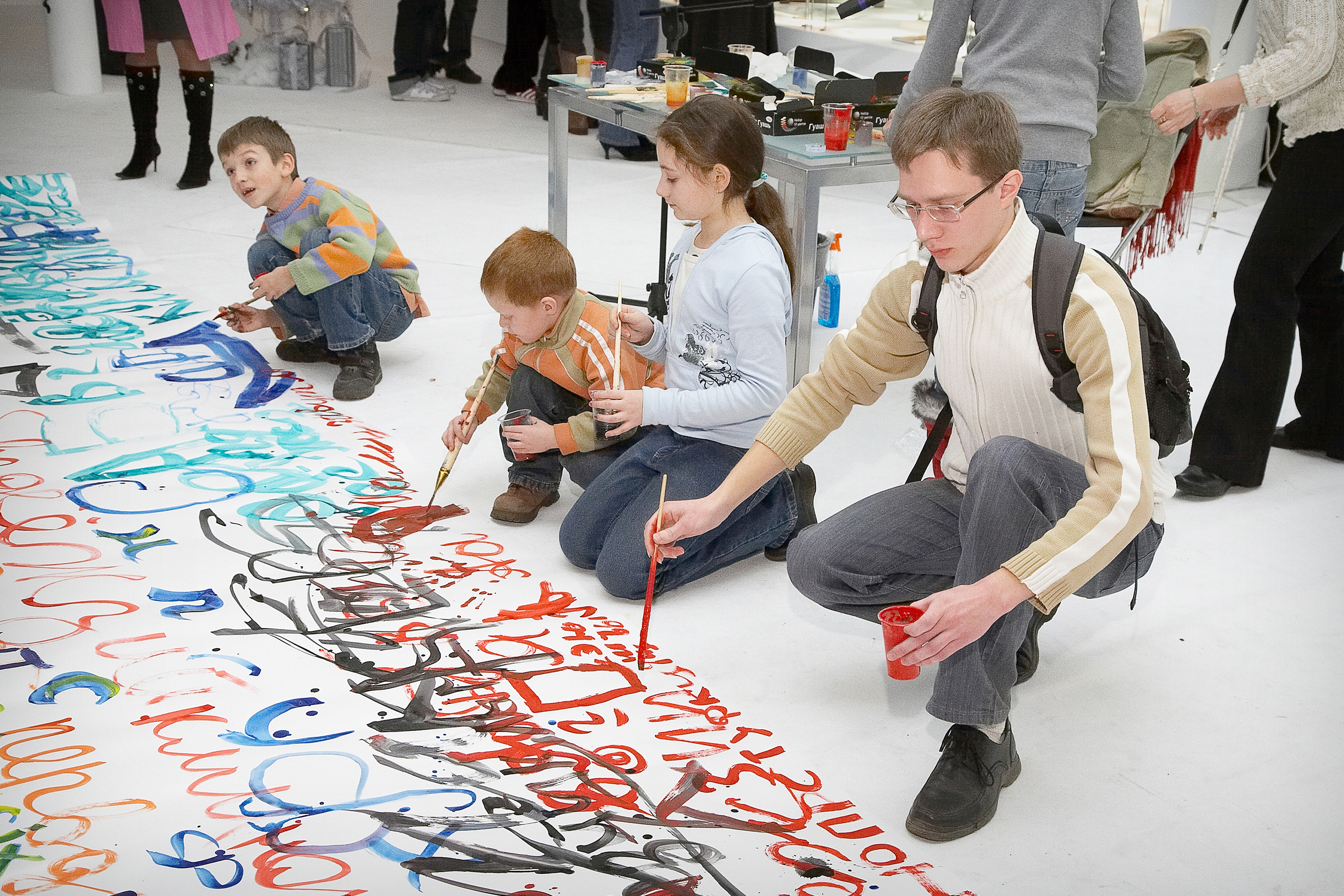
Один из мастер-классов для детей, проходящий в рамках выставки

- II Международная выставка каллиграфии

Дата проведения — с 14 октября по 14 ноября 2009 года. Место — Конгрессно-выставочный центр «Сокольники». Общая площадь выставки — около 5000 квадратных метров.
Выставка стала знаковым событием в истории проекта, так как:
- проходила под эгидой Комиссии РФ по делам ЮНЕСКО[7] и при поддержке Министерства культуры РФ;
- получила знак сертификации от Всемирной ассоциации выставочной индустрии UFI[8];
- стала финалистом престижного международного конкурса выставочной индустрии, которое проводит английское издательство Exhibition News[9].

В рамках выставки было проведено 72 мастер-класса, многие из которых давали  мастера мирового уровня:
- Барбара Кальцолари (Италия), создававшая рукописные шедевры для Папы Римского Бенедикта XVI и глав государств стран «Большой восьмёрки»,
- Евгений Дробязин, автор каллиграфического текста гимна России, который Сильвио Берлускони вручил Президенту Д. Медведеву на саммите в Аквиле,
- Нджа Махдауи, лауреат многочисленных конкурсов, член международного жюри ЮНЕСКО по вручению наград в области искусств,
- Председатель Национального Союза Каллиграфов Пётр Чобитько,
- Президент Гильдии каллиграфов Турина Массимо Полелло и другие ведущие каллиграфы не только России, но и Украины, Белоруссии, Израиля, Италии, Франции, Туниса, Китая, Сербии

.
Уникальные экспонаты, которые были представлены впервые:
- Царь-мезуза — единственное каллиграфическое произведение, внесенное в Книгу рекордов Гиннесса[11][12],
- коллекция «Сакральная каллиграфия»,
- каллиграфический свиток длиной 30 метров,
- арабские письмена, вытканные на ковре длиной 4,5 метра,
- берестяные грамоты, пергамены, китайские и корейские свитки,
- Декалог — книга, уникальная по дизайну и сложности исполнения.

В рамках выставки также был представлен проект — выставка «От Земли до Вселенной», представляющая коллекцию уникальных фотографий необозримых глубин космоса.

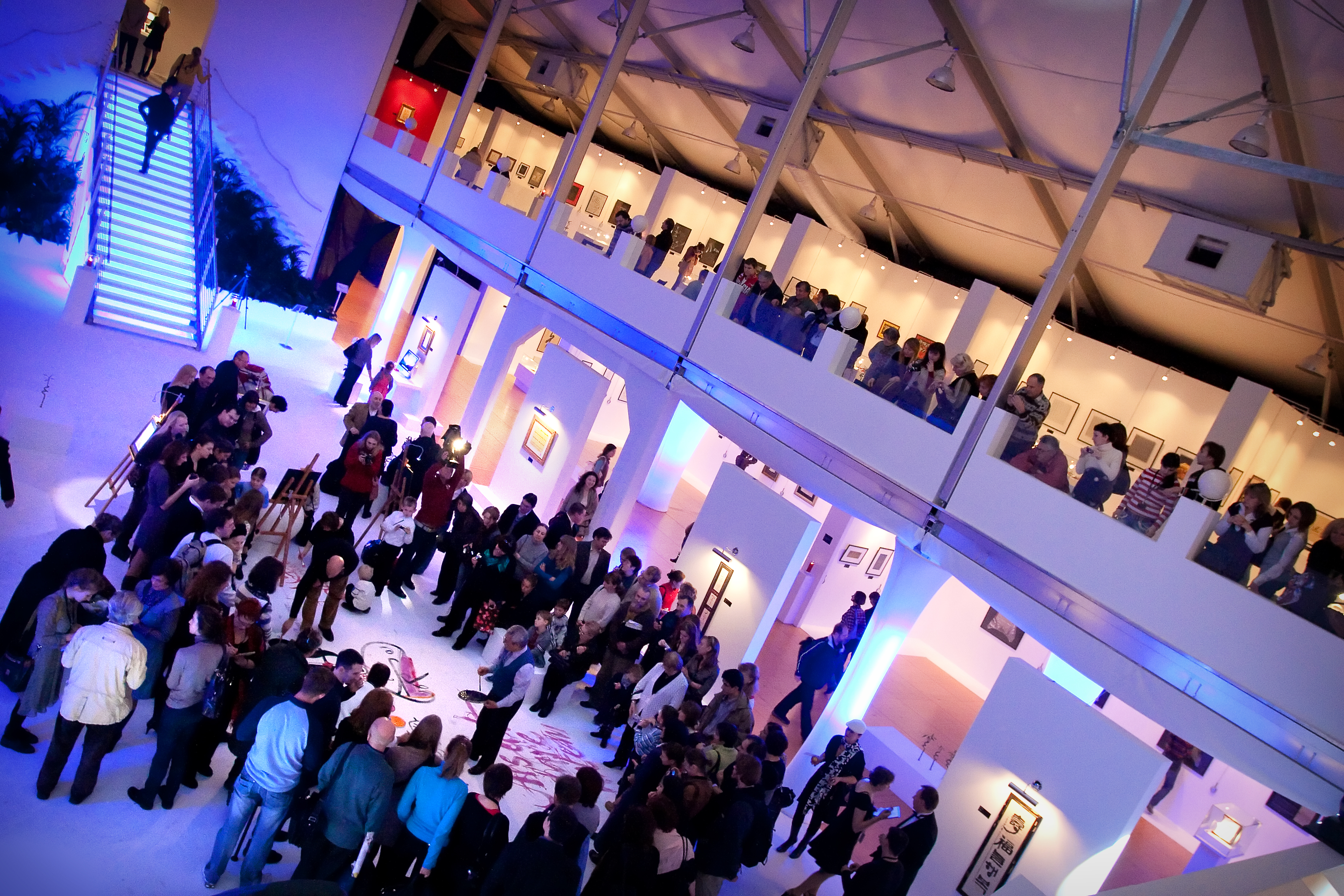
II Международная выставка каллиграфии, основная площадка
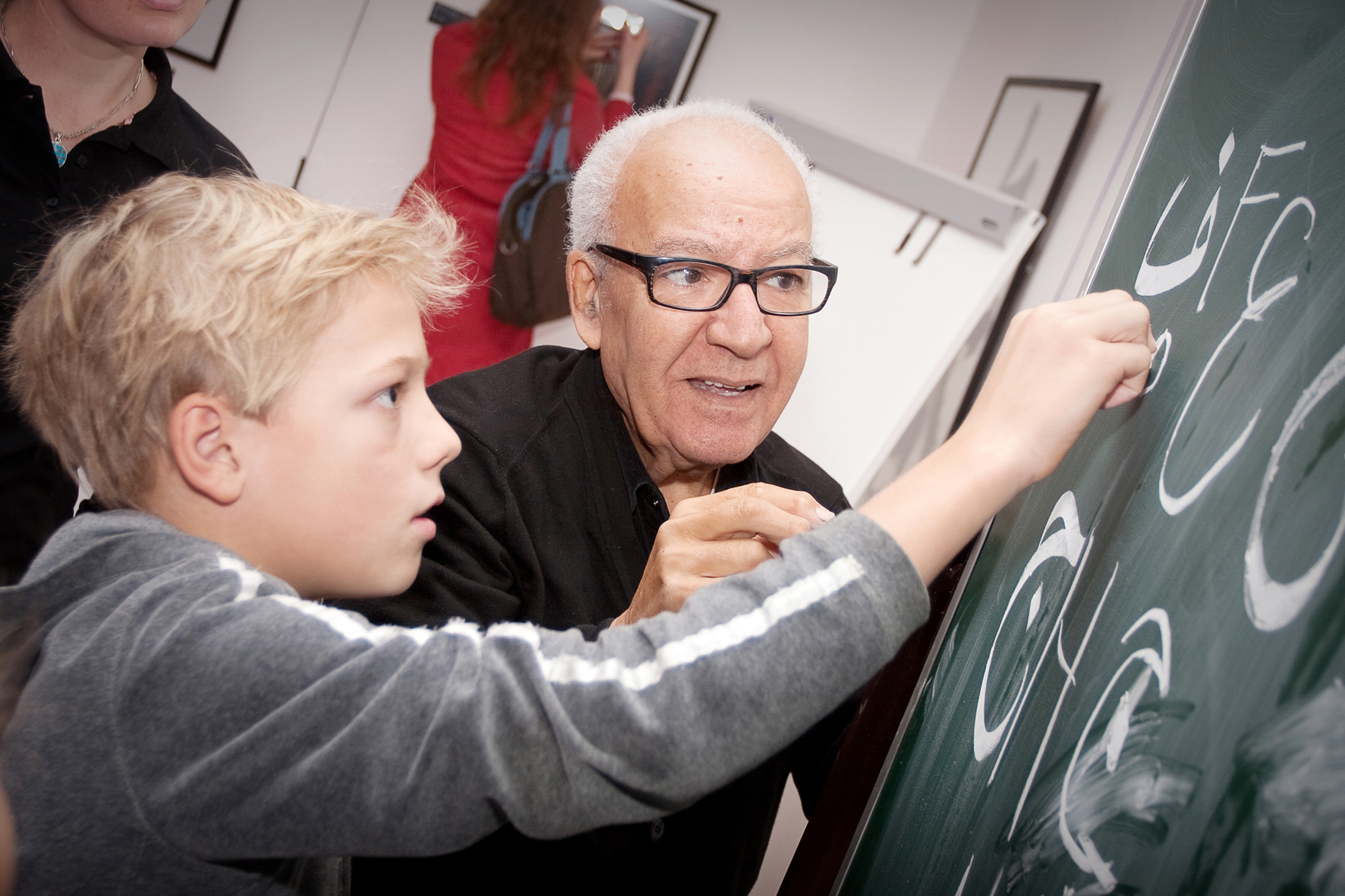
II Международная выставка каллиграфии. Каллиграф арабских шейхов Нджа Махдауи

- III Международная выставка каллиграфии

III Международная выставка каллиграфии с успехом прошла с 10 по 12 сентября 2010 года в Великом Новгороде. Экспозиция была расположена в мобильном павильоне, возведённом в историческом центре города у стен Кремля на территории Ярославова Дворища. Уникальность проекта заключается в том, что впервые в мире прошла столь глобальная выездная выставка действующего члена Союза музеев (ICOM). Выставка также получила знак от РСВЯ (Российского Союза выставок и ярмарок) 
— За три дня выставку посетило более 37 000 человек.
— В Великий Новгород из Москвы было отправлено 19 фур с выставочным оборудованием и экспонатами.
— Всего в город было доставлено 136 тонн груза.
— Из Москвы приехал 91 сотрудник Современного музея каллиграфии и Международной выставочной компании MVK.
За 4 дня (включая день презентации 9 сентября) состоялось 46 мастер-классов. Всего в работе выставки приняли участие 35 знаменитых художников-каллиграфов. Новгородцы увидели более 300 экспонатов, в том числе занесённых в Книгу рекордов Гиннесса.
Впервые в рамках международной выставки был проведен шоу-турнир по вейкбордингу WakeWorld Russia Cup, на котором собрались сильнейшие прорайдеры из России, Европы и Азии. Также впервые в рамках выставки каллиграфии состоялся проект «Ночь музеев» совместно с Новгородским государственным объединённым музеем-заповедником.

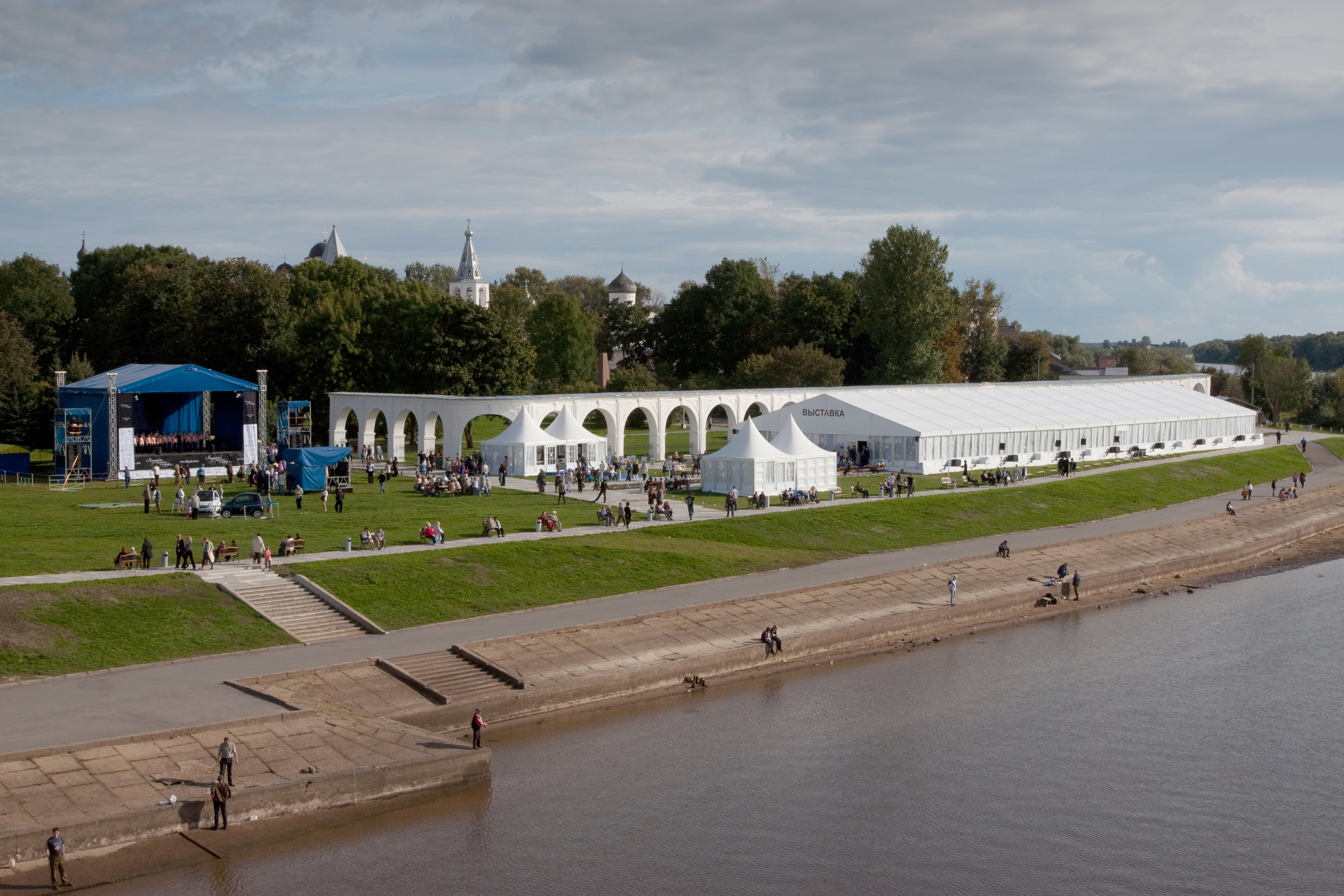
III Международная выставка каллиграфии, вид снаружи
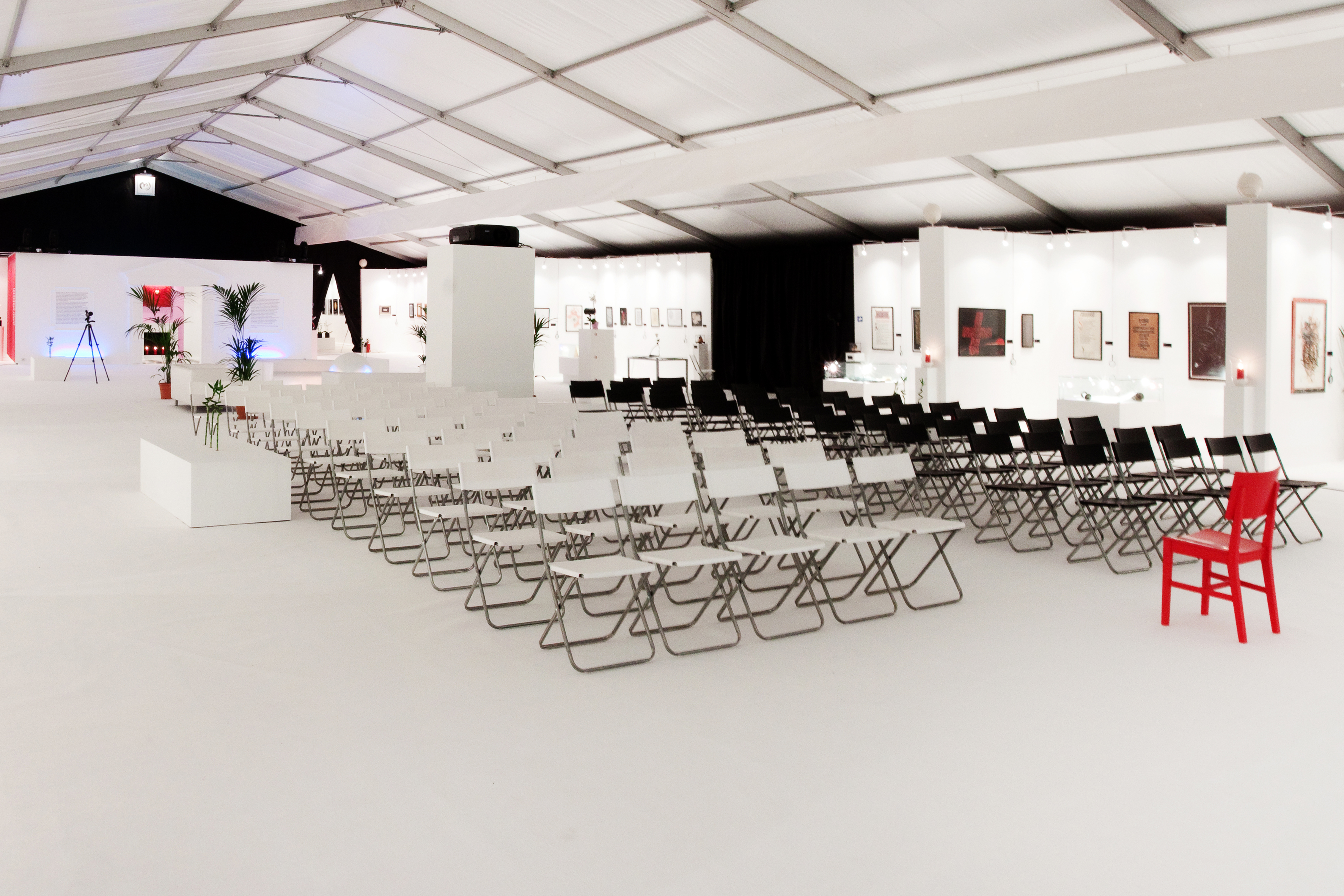
III Международная выставка каллиграфии, выставочный павильон изнутри
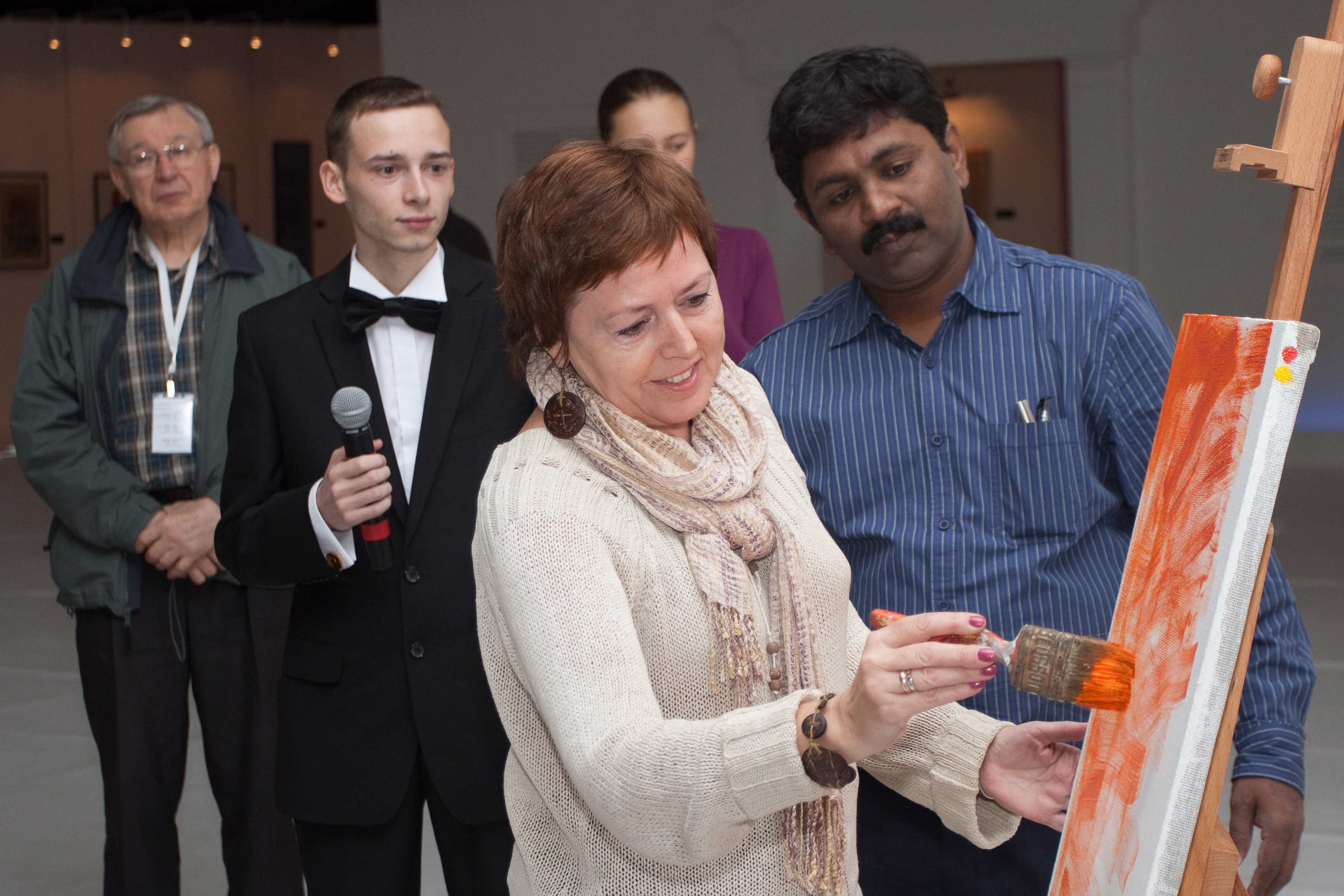
III Международная выставка каллиграфии, посетители выставки

- IV Международная выставка каллиграфии

Дата проведения — с 1 ноября по 15 декабря 2012 года. Место — Современный музей каллиграфии.
Благодаря проведению IV Международной выставки каллиграфии к проекту присоединилось ещё 10 авторов с ярко выраженной индивидуальностью из европейских и восточных стран. Работа Валерьяна Бахарева, «Знаки Ицзин», состоящая из 64 картин-гексаграмм, стала символом данной экспозиции.
Отличительной чертой данной выставки стало то, что смена экспозиции была осуществлена 6 раз. Программа выставки состояла из лекций и мастер-классов, ориентированных не только на взрослых, но и детей.

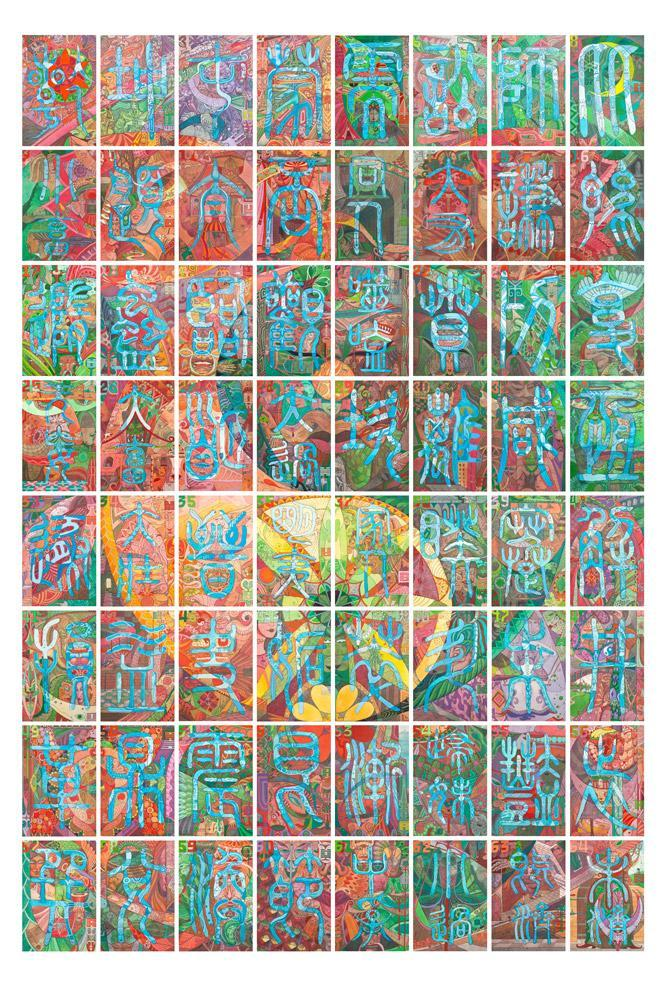
«Знаки Ицзин», Валерьян Бахарев

- V Международная выставка каллиграфии

V Международная выставка каллиграфии прошла в Москве с 14 марта по 12 апреля 2015 года. Юбилейное мероприятие поддержало рекордное количество мастеров — 90 участников из 52 стран мира, представивших 201 каллиграфическую картину. Объединяющим звеном экспозиции стала тема «Размышлений о Родине».
Одним из уникальных экспонатов выставки стало рукописное «Евангелие от Марка» авторства Аполлинарии Мишиной. Издание содержит цикл иллюстраций из 155 листов, 104 из которых — миниатюры, выполненные в технике цветного офорта и иллюминированные сусальным золотом. Работа получила высокую оценку Русской православной церкви.

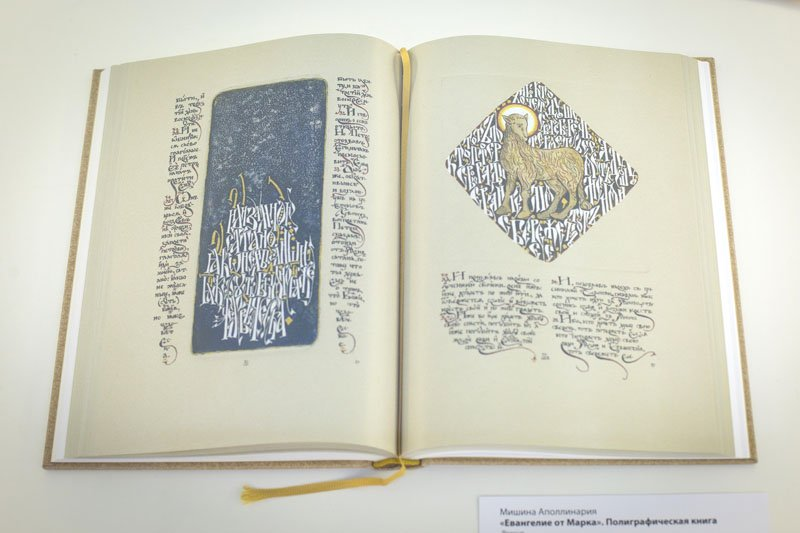
Рукописная книга Аполлинарии Мишиной создавалась на протяжении 5 лет

- VI Международная выставка каллиграфии

Мероприятие с большим успехом прошло в парке «Сокольники» с 1 по 10 сентября, в специально возведенном под этот масштабный международный проект павильоне. В рамках выставки было представлено более 350 работ от 150 каллиграфов из более чем 60 стран мира. 
В экспозиции были представлены как традиционные направления каллиграфии, так и необычные. К разделам европейской, славянской, арабской, еврейской, китайской, японской, корейской, индийской каллиграфии присоединилась монгольская: впервые в выставке приняли участие члены Международной ассоциации монгольской каллиграфии, чьи работы вызвали живой интерес со стороны любителей и профессионалов. 
Среди экспонатов было и множество рукописных книг: от одной из главных жемчужин коллекции музея, рукописной Конституции Российской Федерации, и авторских артбуков – до рукотворных страниц «Русской азбуки в рисунках Марины Ханковой» и потрясающих воображение богато украшенных разворотов рукописной Библии святого Иоанна авторства Дональда Джексона.
Изюминкой стало участие в выставочном проекте официального каллиграфа и мастера по иллюминированию Центральной канцелярии Высокого суда Её Величества Королевы Елизаветы II и непревзойдённого мастера геральдики и иллюминирования — Тимоти Ноуда. Он известен своими искусно выполненными Королевскими грамотам, а также разработкой дизайна юбилейных монет.

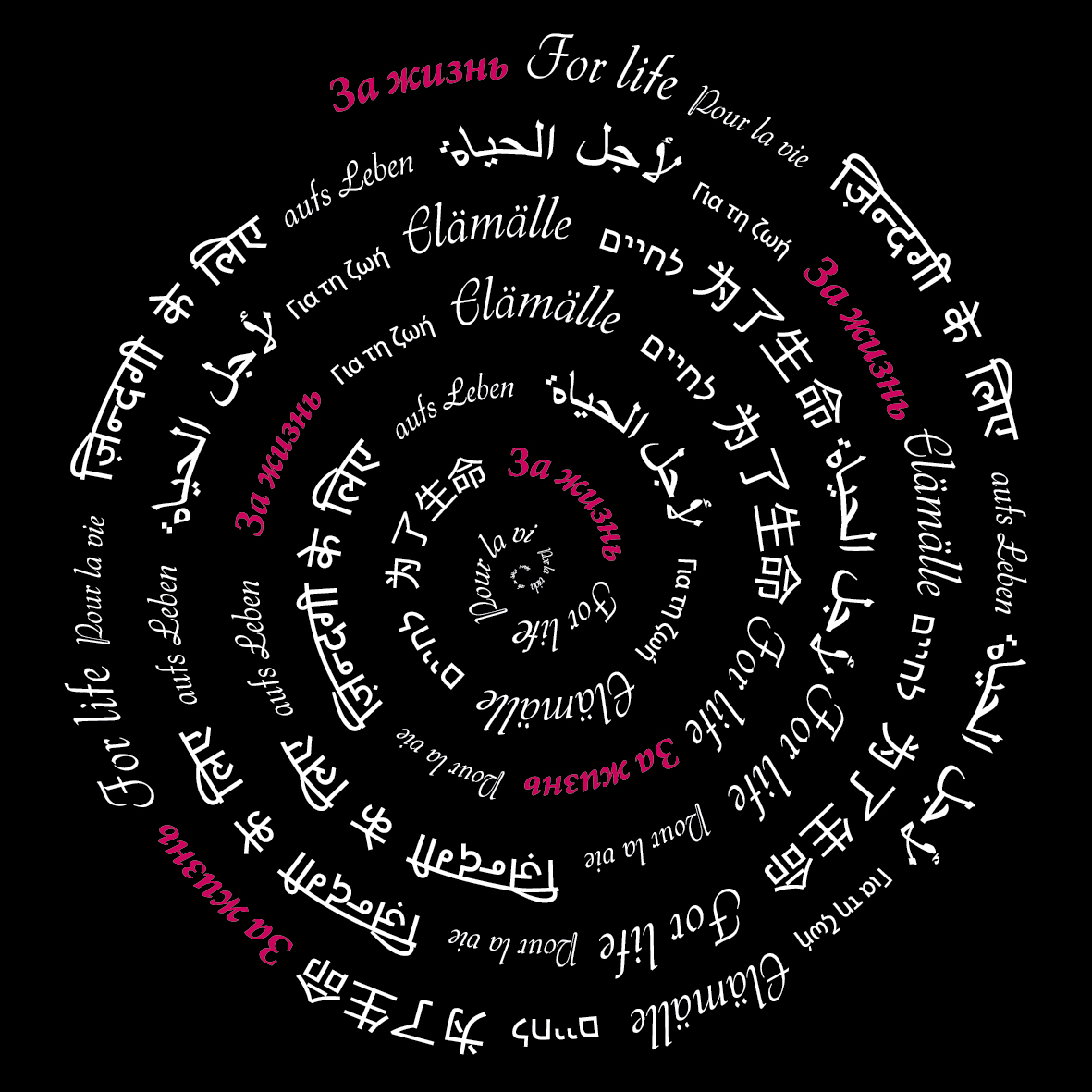
Логотип выставки: фраза «За жизнь» на основных мировых языках

### Национальный Союз Каллиграфов
Национальный Союз Каллиграфов был учреждён 14 мая 2008 года, в ходе одной из презентаций Международной выставки каллиграфии. Создание союза удостоверено рукописной хартией, под которой подписались многие именитые каллиграфы России. Целью создания союза в хартии прописано «возрождение в России искусства каллиграфии, создание условий для её развития и приобщения всех желающих познать красоту письма». Председателем президиума НСК стал член Союза художников России Пётр Чобитько, а директором — Алексей Шабуров.
Наиболее заметным деянием союза на сегодняшний день является переписывание от руки конституции РФ. Данная работа была выполнена Петром Чобитько практически единолично и хранится сейчас в музее каллиграфии. Миниатюрные копии данного издания поступили в открытую продажу в качестве подарочных изданий.